# Мцитуреби
Мцитуреби (груз. მწითურები) — село в Грузии, в муниципалитете Душети края Мцхета-Мтианети. 

## География
Село расположено в центральной части края, в 13 километрах по прямой к юго-востоку от центра муниципалитета Душети. Высота центра — 1000 метров над уровнем моря.

## Население
По данным переписи населения 2014 года, в селе проживало 25 человек.
| Год  | Население |
| ---- | --------- |
| 2002 | 40        |
| 2014 | 25        |